# Application en flux
 (mars 2012).
Si vous disposez d'ouvrages ou d'articles de référence ou si vous connaissez des sites web de qualité traitant du thème abordé ici, merci de compléter l'article en donnant les références utiles à sa vérifiabilité et en les liant à la section « Notes et références ».
Une application en flux est une application qui réside sur un serveur et dont les parties sont transmises à un utilisateur lorsque l'utilisateur en a besoin. Dans ce mode de distribution logicielle sur demande, seules les parties utilisées et non l'ensemble de l'application sont transmises à l'utilisateur.
Les bases d'applications en flux se trouvent dans la façon dont les langages informatiques et les systèmes d'exploitation modernes produisent et exécutent le code des applications. Seulement quelques parties d'un logiciel doivent être disponibles à un moment donné pour que l'utilisateur final puisse effectuer une certaine fonction. Au lieu d'une installation complète sur son ordinateur, des parties peuvent être transmises par le réseau en fonction des besoins.
Les applications en flux sont généralement associées à la virtualisation d'applications afin de ne pas installer les applications de la manière traditionnelle. 

## Serveur de flux
Une application est mise en paquets et entreposée sur un serveur de flux. Le conditionnement des paquets produit une image de l'application qui améliore et optimise sa livraison à l'utilisateur.

## Le lancement et flux d'une application
Le premier lancement d'une application serait important pour l'utilisateur final et il est probable que le conditionnement reconnaisse ce fait. Après le lancement, des fonctions basiques suivront. Selon ses demandes, l'utilisateur tire l'application au serveur de flux. Autrement, la totalité de l'application pourrait se livrer à l'utilisateur depuis le serveur en arrière-plan. Dans ce cas, c'est le serveur qui pousse l'application vers l'utilisateur. 

## Avantages
Vu la complexité des applications modernes, on n'utilise guère un grand nombre de fonctions, et tirer l'application sur demande est plus efficace en ce qui concerne l'emploi de serveur, utilisateur et réseau. De même, le déploiement des applications en flux est accéléré. Par ailleurs, sa position à mi-chemin entre une application purement en ligne et un logiciel installé lui donne des avantages. Ces applications offrent un haut degré de fonctionnalité, et hors ligne, le poste peut continuer à s'en servir. L'utilisateur trouvera aussi qu'une migration de système d'exploitation est plus simple.